# Dalechampia alata
Dalechampia alata är en törelväxtart som beskrevs av Johann Friedrich Klotzsch och Henri Ernest Baillon. Dalechampia alata ingår i släktet Dalechampia och familjen törelväxter. Inga underarter finns listade i Catalogue of Life.